# Jiangnan, Lianjiang
Jiangnan (kinesiska: 江南)  är en köping i sydöstra Kina. Den ligger i Lianjiang härad i provinshuvudstaden Fuzhou i provinsen Fujian, omkring 27 kilometer nordost om centrala Fuzhou. Antalet invånare är 22 984. Befolkningen består av 11 548 kvinnor och 11 436 män. Barn under 15 år utgör 15,0 %, vuxna 15-64 år 74 %, och äldre över 65 år 9,0 %.